# Micro-région de Szentes
La micro-région de Szentes (en hongrois : szentesi kistérség) est une micro-région statistique hongroise rassemblant plusieurs localités autour de Szentes.